# Jivaroan
Jivaroan je porodica indijanskih jezika i plemena u zapadnom bazenu Amazone u Ekvadoru i Peruu. Porodica dobiva ime po plemenu Jívaro, a grana se u barem 3 ogranka. Kultura Jivaroan plemena pripada tropskoj kišnoj šumi, napose uz rijeke Tigre i Pastaza. Uzgajivači su manioke, sakupljači divljeg voća, ribari i lovci s puhaljkom kojom se izbacuju malene otrovne strelice. Žene su im poznate po lončarstvu, a muškarci po pamučnom tkanju. Najpoznatiji su svakako trofeji glava, poznatih kao tsantsas. Predstavnici su:
- Candoa
- Jívaro
  - Achual
  - Aguaruna
  - Antipa
  - Bolona
  - Huambisa
  - Jívaro (Shuar)
- Paltan
  - Malacato
  - Palta

## Jezici
Porodica obuhvaća 4 jezika iz Perua i Ekvadora: achuar-shiwiar [acu] (Peru); aguaruna [agr] (Peru); huambisa [hub] (Peru); shuar [jiv] (Ecuador).
Prema McQuownu (1955) i Greenbergu (1956) predstavnici su (jezici):
a.jivaro: aguaruna Peru; Ekvador?), bolona (Ekvador), jivaro (Ekvador; Peru ?).
b.Paltan: malacato (Ekvador), palta (Ekvador, Peru).
c.Candoa: candoa. Ekvador; Peru?

## Vanjske poveznice
- Language Family Trees: Jivaroan